# Thomas McRocklin
Thomas McRocklin (Newcastle, 20 de setembro de 1979), mais conhecido pelo nome artístico McRocklin, é um guitarrista britânico, conhecido por seu trabalho com a banda Bad4Good.
Prodígio na guitarra, aos 4 anos já chamava atenção de revistas e programas de TV.
Não à toa, aos 11 anos assinou contrato com a gravadora Interscope Records, sendo, até hoje, o artista mais novo a ter assinado contrato com esta gravadora. É, também, endorsar das guitarras Ibanez.

## Biografia
McRocklin começou a tocar guitarra aos 4 anos. Aos 7, ele tocou na abertura de um show do Ozzy Osbourne, quando este veio fazer um show em sua cidade natal.
Em 1988, aos 8 anos, conheceu Steve Vai, quando este fazia um show no festival Monsters of Rock. Steve o viu tocando e ficou fascinado com o garoto, virando uma espécie de "mentor" do menino. 2 anos mais tarde, Steve o convidaria para participar do seu videoclipe The Audience Is Listening. Numa participação no programa Headbangers Ball, da MTV, dada em maio de 1990, Steve Vai conta como ele conheceu o garoto, e como foi feito o convite para que ele participasse deste videoclipe.
Além de ter convidado o garoto para participar de seu videoclipe, Steve também o convidou para integrar a banda Bad4Good, que era um projeto que o Steve tinha de uma banda formada apenas por garotos. Com a banda Bad4Good, ele gravou o álbum "Refugee", em 1992, que chegou a figurar na posição 39 da Billboard Heatseekers chart. Deste álbum foram gravados 2 videoclipes, que tiveram relativos sucessos na MTV.
Aos 11, McRocklin faz uma participação, ao lado de guitarristas renomados como David Gilmour, Tony Iommi, Eric Johnson e Mark Knopfler, do documentário ‘Legends of the Guitar’, de Jeff Baxter.
Foi nesta época também que ele se juntou a Zakk Wylde, Steve Lukather, Stu Hamm e outros para participar do show "Jason Becker Benefit", em beneficência ao guitarrista Jason Becker.
Depois de 20 anos longe da mídia, McRocklin lançou 2 músicas, via YouTube, que foram gravadas no EP "New Beginnings" e ganhou muitos seguidores no Instagram, Facebook e YouTube. McRocklin também formou a banda "Shredwave McRocklin & Hutch", inspirada no rock dos anos 1980, filmes cult e tecnologia do Século XXI.
Em 2018, McRocklin foi convidado para participar do álbum "The Video Game Champion", da banda Gunship.
McRocklin & Hutch também se juntaram ao Dragonforce na etapa britânica de sua turnê Extreme Power Metal de 2019 com seu álbum Riding Out .
Em dezembro de 2019, McRocklin lançou sua própria plataforma de ensino online, schoolofmcrock.com.

## Discografia
Com a banda Bad4Good
- 1992 - Refugee

Solo
- 1995 - Thomas McRocklin 91-95[15]
- 1997 - Vários Artistas ‎– Guitar: 30 Top Stars[16]
- 2018 - New Beginnings (EP)